# Marano
Marano – rzeka długości 29,6 km w San Marino i Włoszech, częściowo graniczna.